# Коста-Рика на зимних Олимпийских играх 1992
Коста-Рика принимала участие в Зимних Олимпийских играх 1992 года в Альбертвиле (Франция) в четвёртый раз за свою историю, но не завоевала ни одной медали.

## Состав сборной
Сборная страны состояла из 4 спортсменов, все — мужчины, все — горнолыжники. Самым молодым участником сборной был уроженец Мангейма 21-летний горнолыжник Алехандро Прайнфальк, самым старшим был 45-летний Хулиан Муньос.

## Результаты
Соревнования по горнолыжному спорту среди мужчин проходили в Валь д'Изере (все, кроме слалома) и в Ле Менюире (слалом).
Мужчины
| Спортсмен                 | Соревнование      | Дата проведения | 1 спуск        | 2 спуск        | Итог    | Итог  |
| Спортсмен                 | Соревнование      | Дата проведения | Время          | Время          | Время   | Место |
| ------------------------- | ----------------- | --------------- | -------------- | -------------- | ------- | ----- |
| Мартин Чернаков Сельвин   | гигантский слалом | 18 февраля      | не финишировал | —              | —       | —     |
| Габриэль Чернаков Сельвин | гигантский слалом | 18 февраля      | 2:11,34        | не финишировал | —       | —     |
| Алехандро Прайнфальк      | гигантский слалом | 18 февраля      | 2:04,91        | 2:44,15        | 4:49,06 | 91    |
| Хулиан Муньос             | гигантский слалом | 18 февраля      | 1:47,78        | 1:58,73        | 3:46,51 | 90    |
| Алехандро Прайнфальк      | слалом            | 22 февраля      | 2:09,83        | 2:19,30        | 4:29,13 | 65    |
| Хулиан Муньос             | слалом            | 22 февраля      | 1:53,09        | 1:51,02        | 3:44,11 | 64    |